# Diocèse de Pinsk
Le diocèse de Pinsk (en latin: Dioecesis Pinskensis Latinorum) est un diocèse catholique de Biélorussie de rite latin de la province ecclésiastique de Minsk-Moguilev dont le siège est situé à Pinsk, dans le voblast de Brest . L'évêque actuel est Antoni Dziemianko, depuis 2012. 

## Histoire

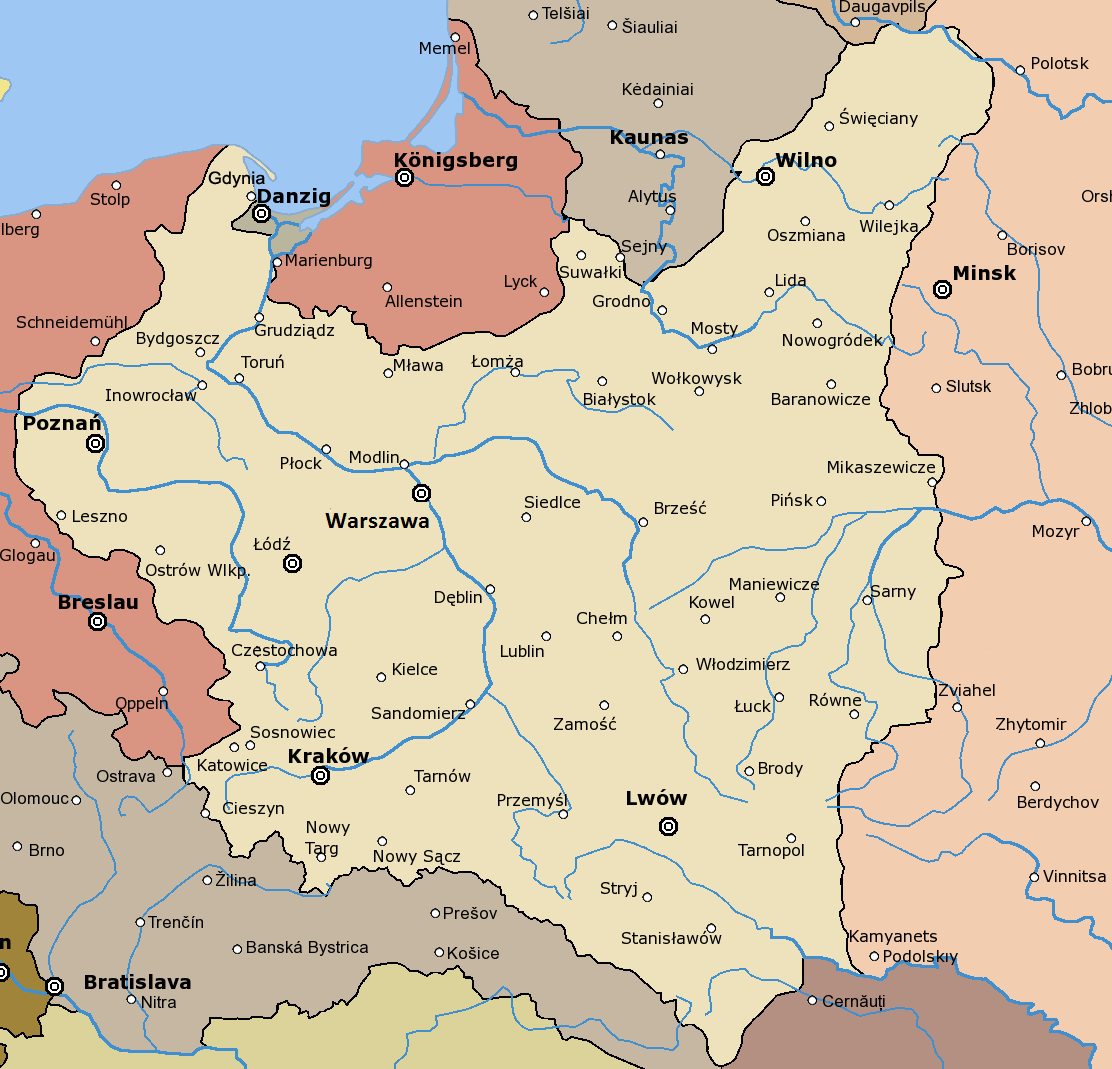
La Deuxième République de Pologne

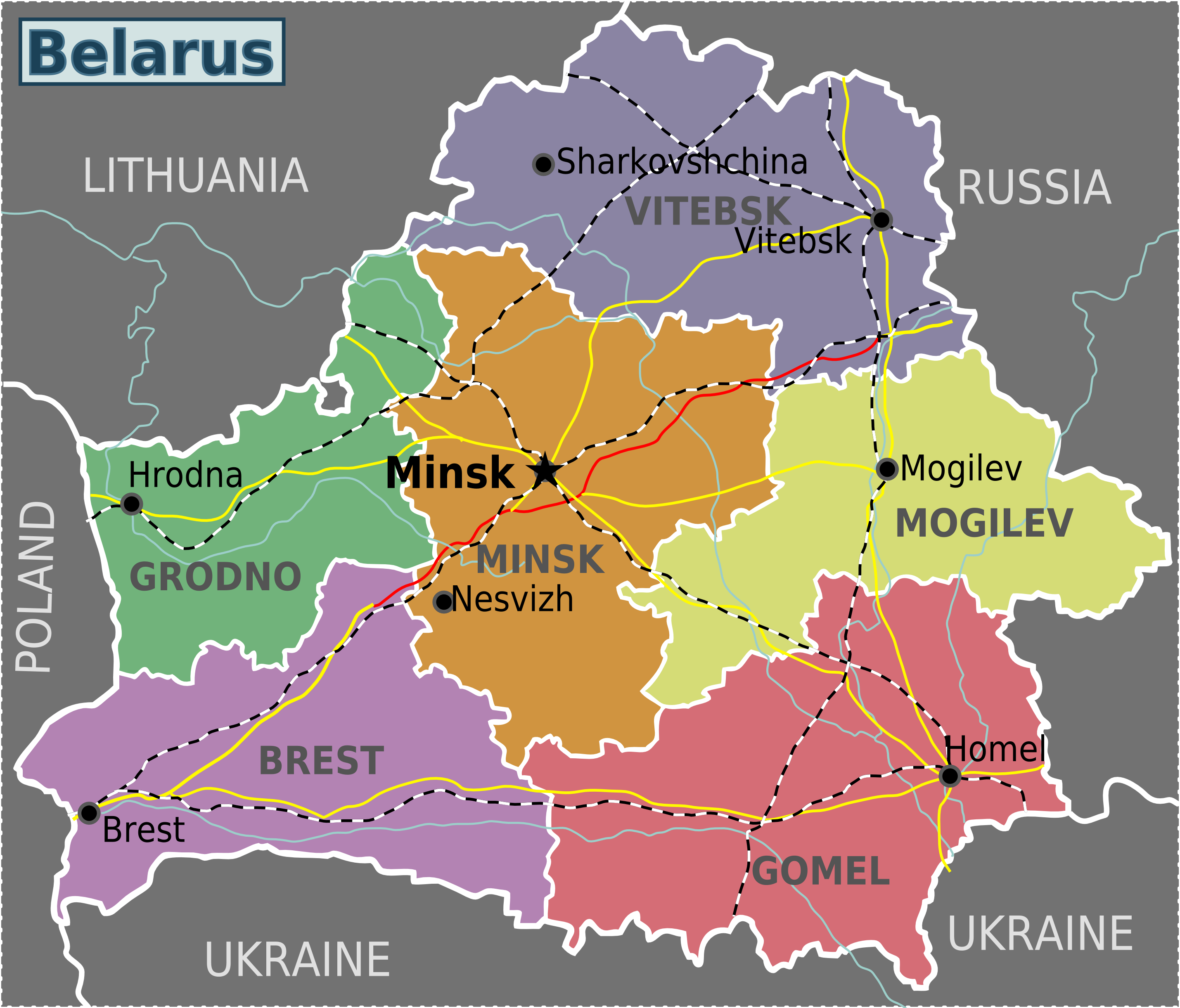
Voblasts de Biélorussie

Après l'échec de la République populaire biélorusse et la Guerre soviéto-polonaise de 1920, Pinsk est rattachée à la Deuxième République de Pologne, entre 1920 et 1939. 
Dans le cadre du réaménagement des organisations catholiques à l'intérieur de la Deuxième République de Pologne, quatre nouveaux diocèses ont été érigés le 28 octobre 1925 : le diocèse de Pinsk, le diocèse de Częstochowa, le diocèse de Łomża et le diocèse de Katowice. Le diocèse de Pinsk est créé en prenant une partie du territoire du diocèse de Minsk.
En 1939, quelques semaines après le début de la Seconde Guerre mondiale, la ville est annexée par l'Union soviétique et rattachée à la république socialiste soviétique de Biélorussie. Pinsk a alors été élevée au rang de capitale administrative de la voblast de Pinsk.
Pendant la guerre, Pinsk est occupée par l'Allemagne nazie du 4 juillet 1941 au 14 juillet 1944. Le diocèse de Pinsk a subi des pertes importantes. Après la guerre, dès 1944, le père Kazimierz Świątek est arrêté pour activités anti-soviétiques, condamné en 1945 à dix ans de travaux forcés en Sibérie et envoyé dans un goulag. La cathédrale de Pinsk n'a plus de prêtre pour servir le messe à partir de 1945, jusqu'au retour du père Świątek qui a été libéré le 16 juin 1954
Le diocèse a perdu des paroisses le 5 juin 1991 pour établir le diocèse de Drohiczyn.

## Église particulière du diocèse de Pinsk
L'église de l'Assomption de la Bienheureuse Vierge Marie est la cathédrale du diocèse de Minsk. C'est aussi une basilique mineure.

## Évêques de Pinsk
- Zygmunt Łoziński, du 28 octobre 1925 jusqu'au 26 mars 1932, après avoir été archevêque de Minsk-Moguilev.
- Kazimierz Bukraba, du 10 juillet 1932 jusqu'au 6 mai 1946,
  - Wladyslaw Jedruszuk, administrateur apostolique, de 1967 jusqu'au 5 juin 1991,
  - Kazimierz Świątek (Казімір Свёнтэк), administrateur apostolique « ad nutum Sanctae Sedis », du 13 avril 1991 jusqu'au 30 juin 2001,
  - Tadeusz Kondrusiewicz, administrateur apostolique, du 30 juin 2001 jusqu'au 3 mai 2012,
- Antoni Dziemianko (Антонi Дзям’янка), depuis le 3 mai 2012.